# Wukan Nemanicz
Wukan Nemanicz także Vukan Nemanjić (serb.: Вукан Немањић, ur. ok. 1160, zm. po 1209) – władca Zety od około 1190 do 1208, początkowo jako wielki książę Zety, a po 1196 jako król Dukli i Dalmacji, w latach od 1202 do 1203 lub 1204/1205 wielki żupan Raszki. Syn Stefana Nemanii.
Wukan urodził się około 1160 roku jako najstarszy syn Stefana Nemanii. Na przełomie 1189 i 1190 roku ojciec przekazał mu władzę nad Zetą. Fakt przekazania Wukanowi Zety i szereg towarzyszących mu okoliczności skłania część historyków do przyjęcia hipotezy, że Wukan był przewidziany na następcę tronu wielkożupańskiego w Raszce. Ostatecznie w 1196 roku Nemania abdykował na rzecz młodszego syna Stefana, prawdopodobnie z powodu umocnienia się jego pozycji po przejęciu władzy przez teścia Aleksego III nad Bizancjum. Dążąc do uniezależnienia Zety od Raszki, Wukan nawiązał stosunki z papiestwem i Węgrami, doprowadzając do uznania przez obydwa państwa tytułu króla Dukli i Dalmacji, którego używał od 1195 roku. Dzięki zabiegom prowadzonym w Rzymie doprowadził też w 1199 roku do przywrócenia metropolii w Barze. W tym czasie przeszedł na katolicyzm, który wyznawała większość jego poddanych. W 1202 roku przy pomocy Węgrów Wukan opanował Raszkę i przyjął tytuł wielkiego żupana. Stefan zbiegł do Bułgarii, skąd w 1203 roku wyruszyła wyprawa odwetowa na Raszkę pod wodzą cara Kałojana. Wukan utracił władzę nad Raszką w 1203 lub na przełomie 1204/1205 roku. W 1207 roku został zawarty traktat pokojowy między obu braćmi, w którym uznawali status quo. W 1208 roku Wukan przekazał władzę nad Zetą w ręce syna Jerzego. Zmarł w 1209 roku lub krótko potem.

## Życie

### Objęcie władzy w Zecie
Wukan urodził się około roku 1160. Był najstarszym z trzech synów Stefana Nemanii i jego żony Anny. Jego braćmi byli: Stefan, późniejszy król Serbii i Rastko, zwany Sawą, późniejszy arcybiskup Serbii . Z przywileju dla kupców splickich wystawionego przez Nemanię krótko po 1190 roku wynika, że Wukan władał wtedy Zetą, wydzieloną mu przez ojca. Przekazanie Zety Wukanowi nastąpiło po zakończeniu podboju tego terytorium (co miało miejsce najpóźniej początkiem 1189 roku), czyli prawdopodobnie w drugiej połowie 1189 roku, ewentualnie w roku następnym. Wukanowi przysługiwał wówczas tytuł księcia (knez).

### Król Zety
Inskrypcja fundacyjna kościoła św. Łukasza w Kotorze z 1195 roku nazywa Wukana królem (rex) Dukli, Dalmacji, Trawunii, Toplicy i Hvostna (Dioclia, Dalmatia, Tribunia, Toplica et Cosne). Oznacza to, że oprócz Zety (Dukli) otrzymał także inne ziemie. Nie wiadomo jednak, kiedy do tego doszło. Obecność Dalmacji w tytulaturze stanowiła nawiązanie do tytułu używanego przez ostatnich bizantyńskich rządców regionu – duksów Dalmacji i Dioklei, a tytuł królewski był odwołaniem do tradycji "królów" duklańskich spopularyzowanej przez Latopis popa Duklanina. Wukan był samozwańczym królem, gdyż do nadania tego tytułu nikt w państwie serbskim nie miał uprawnień.

### Następca tronu?
Część uczonych nadanie Wukanowi Zety za życia ojca uważa za dowód na to, że był on przez Nemanię przewidziany na następcę tronu. Za wzór stawiają oni praktykę potwierdzoną dla Serbii końca XIII i XIV wieku, gdy następca tronu otrzymywał w zarząd Zetę jako młody król (mladi kralj). Według innego wariantu tej interpretacji pozycję następcy tronu miało sygnalizować posiadanie przez Wukana Toplicy (pierwszej żupy objętej w posiadanie przez jego ojca), a nadanie gęsto zasiedlonego Hvostna zapewnić mocną pozycję gospodarczą. Administrując w swojej dzielnicy, Wukan miał zdobyć doświadczenie i prestiż potrzebne do rządzenia całym państwem. Również fakt, że średni syn Nemanii – Stefan – na początku lat 90. znajdował się poza strukturami władzy (milczy o nim przywilej dla kupców splickich wymieniający dzielnice obu jego braci) i prawdopodobnie przygotowywany był do stanu duchownego, wskazuje, że to Wukan, a nie Stefan, miał odziedziczyć tron po ojcu. Inni widzą w tej sytuacji podobieństwo do modelu istniejącego w XII wieku na Węgrzech, gdzie młodszemu synowi niemającemu praw do tronu nadawano, jako rekompensatę, banat Chorwacji i Dalmacji. Oddając Wukanowi władzę nad znacznym obszarem państwa, Nemania postąpił według południowosłowiańskiego zwyczaju dzielenia państwa pomiędzy dziedziców. Dawniej istniał pogląd, że Nemania chciał podzielić swe państwo na dwa niezależne organizmy, każdy pod osobnym władcą. Obecnie jest on odrzucany.

### Abdykacja ojca

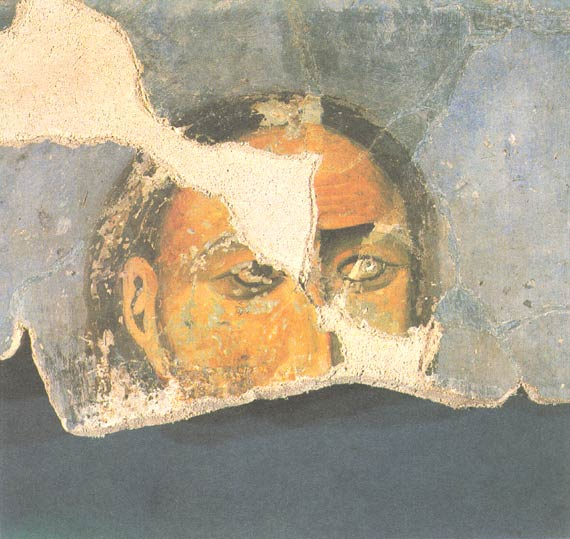
Fragment głowy Wukana. Fresk w Studenicy

Przed 1193 rokiem zostało zawarte małżeństwo Stefana Nemanicza z bratanicą cesarza Izaaka II Angelosa, Eudoksją Angeliną. Prawdopodobnie było ono przypieczętowaniem zawartego wówczas pokoju kończącego wojnę serbsko-bizantyńską. W kwietniu 1195 roku ojciec Eudoksji Aleksy III Angelos obalił swego brata Izaaka i objął władzę w Cesarstwie Bizantyńskim. Tym samym Stefan Nemanicz stał się zięciem cesarskim. W marcu 1196 roku Stefan Nemania zrzekł się władzy, przekazując tron wielkożupański swemu średniemu synowi – Stefanowi, którego związek poprzez żonę Eudoksję z dworem bizantyńskim, jak się zdawało, dawał większe szanse na stabilność państwa. Według napisanego przez Sawę, po śmierci ojca, Żywota św. Symeona, abdykując, Nemania nadał Wukanowi tytuł wielkiego księcia (veliki knez), czyli najwyższy po wielkożupańskim, i zobowiązał Wukana do posłuszeństwa Stefanowi, a jednocześnie nakazał Stefanowi, by szanował brata i nie prowokował go. Na ogół przyjmuje się zgodnie z tym przekazem, że Wukan został wasalem brata – cieszył się na swoich ziemiach autonomią oraz prawem do dochodów, był natomiast obowiązany do wspomagania brata w potrzebie militarnej i podporządkowania mu się w polityce zagranicznej. Niektórzy badacze sądzą jednak, że Wukan współrządził z bratem.
W nowej sytuacji politycznej, po abdykacji ojca, Wukan zaczął szukać sojuszników mogących mu dopomóc w staraniach o uniezależnienie Zety od Raszki. Ważnym sprzymierzeńcem mogły być graniczące z Raszką Węgry. Wukan zwrócił się też w stronę Rzymu. W jego państwie żyło wielu katolików, których poparcia potrzebował. Katolickie było całe wybrzeże, duże grupy katolików mieszkały również w głębi kraju w rejonie Podgoricy. Rezultatem rozmów z Rzymem było zawarcie przymierza. Papież uznał również tytuł królewski Wukana. Możliwe nawet, że przesłał mu koronę królewską. Wukan z kolei uznał zwierzchnictwo papieża nad swoim krajem i sam przeszedł na katolicyzm. Jako katolik miał większe szanse na pozytywne załatwienie sprawy uniezależnienia biskupstwa Baru od Dubrownika. Przeciwstawiając się Dubrownikowi, Wukan wspierał Węgrów w ich działaniach przeciw Bośni. Węgrzy również uznali tytuł królewski Wukana. Jego związki z Węgrami stały się jeszcze bliższe po 1198 roku, kiedy brat królewski Andrzej, ban Chorwacji i Dalmacji, podbił część Zahumla – prawdopodobnie położoną na zachód od Neretwy i w ten sposób obydwa państwa zetknęły się ze sobą.

### Przywrócenie metropolii w Barze
Bar został wyjęty spod jurysdykcji Dubrownika w 1089 roku i ogłoszony niezależnym arcybiskupstwem, któremu podlegało szereg biskupstw w południowej Dalmacji. W 1142 roku, dzięki staraniom arcybiskupa Dubrownika, ponownie powrócił jako biskupstwo pod władzę Dubrownika. Dążąc do umocnienia swej pozycji, Wukan podjął starania o utworzenie w Zecie niezależnego od Dubrownika arcybiskupstwa barskiego. W 1192 roku królowie węgierscy uzyskali u papieża przeniesienie Bośni spod jurysdykcji arcybiskupa Dubrownika pod jurysdykcję arcybiskupa Splitu. W tym czasie Split wystąpił z krytyką stanu spraw w Bośni, oskarżając arcybiskupa Dubrownika o niewypełnianie swych obowiązków w Bośni. W 1199 roku list do papieża napisał też Wukan, oskarżając bana Bośni Kulina, jego żonę, córkę (wdowę po Mirosławie humskim) oraz rzesze bośniackich chrześcijan o herezję. Nacisk połączonych sił królów węgierskich, biskupa Splitu i Wukana sprawił, że oskarżony o niedbałość arcybiskup Dubrownika znalazł się pod bardzo silną presją i wystarczył, by skłonić papieża do przywrócenia arcybiskupstwa barskiego. W 1199 roku zapadła w Rzymie decyzja o wyjęciu Baru i jego dawnych sufraganii, z Drivastem i Ulcinjem, spod jurysdykcji Dubrownika. Jeszcze w 1199 roku Wukan zwołał do Baru synod biskupów z podległych mu terenów, na którym potępiono nadużycia w Kościołach południowej Dalmacji. Synod potępił różne formy symonii i zabronił księżom przeprowadzania sądów Bożych, nakazał im zgolić brody i zachowywać celibat. Zakazał też mężom oddalania żon bez przedstawienia sprawy Kościołowi.

### Opanowanie Raszki

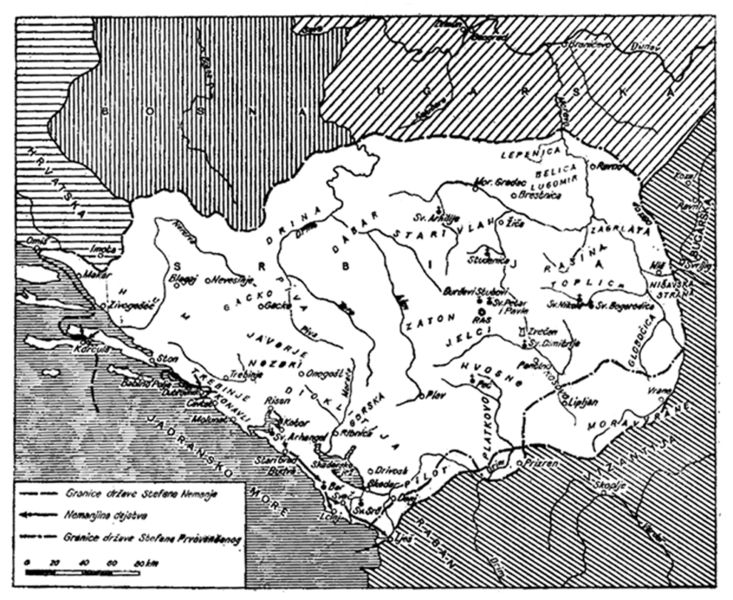
Serbia w latach 1150-1217

W 1198 roku Stefan raszkański, zagrożony sojuszami brata, nawiązał kontakt z Rzymem. Mógł mieć nadzieję, że papież powstrzyma Węgrów i Wukana przed agresją na Raszkę. Zgłaszając gotowość poddania się papieżowi, Stefan liczył również na uzyskanie z Rzymu korony królewskiej. Jego nadzieje nie były pozbawione widoków powodzenia, dopóki król węgierski Emeryk nie przekonał papieża, by tego nie czynił. W 1200 lub 1201 roku Stefan oskarżył swą żonę, córkę cesarza Aleksego III Angelosa Eudoksję o zdradę i wydalił ją z Raszki. Niewykluczone, że dystansując się od związków z Bizancjum, Stefan dążył do ściślejszego związania swego państwa z papiestwem. Eudoksja pieszo i w tym tylko, co miała na sobie, uciekła do Zety. Wukan ugościł ją, a następnie pomógł dotrzeć do bizantyńskiego Dracza, skąd odpłynęła do Konstantynopola.
Na wiosnę 1202 roku Wukan zaatakował z pomocą Węgrów Raszkę. Stefan zbiegł. Większość uczonych przyjmuje, że schronił się w Bułgarii, choć nie można również wykluczyć, że znalazł gościnę na dworze bana Bośni Kulina. Wukan objął władzę nad Raszką, przyjmując tytuł wielkiego żupana i uznając zwierzchnictwo króla węgierskiego. W inskrypcji z 1202 roku Wukan nazywany jest panem Raszki, Zety, miast Przymorza i Niszu.
W listopadzie 1202 roku ban Kulin zaatakował ziemie węgierskie. Ponieważ nie wydaje się, aby Kulin najechał bezpośrednio potężne królestwo węgierskie, przypuszcza się, że przedmiotem ataku mogły być ziemie podległe Wukanowi: Raszka lub Zeta. Nie wiadomo, czy Kulin działał samodzielnie, czy w porozumieniu ze Stefanem, ani też, jaki był skutek jego najazdu. W marcu 1203 papież polecił biskupowi Kalocsy zbadanie sytuacji katolików w Raszce, być może zmierzając do rozciągnięcia wpływów rzymskich na podległe Wukanowi państwo. Nie wiadomo, czy misja ta doszła do skutku.
W 1202 roku Emeryk węgierski zdobył bułgarskie: Belgrad i Braniczewo. Latem 1203 roku car bułgarski Kałojan, przeciwdziałając wzrostowi wpływów swego głównego rywala: Węgier, najechał Raszkę, pustosząc jej ziemie i przyłączył do Bułgarii Nisz. Na ogół przyjmuje się, że akcja Kałojana pomogła Stefanowi powrócić na tron raszkański, a oddanie Niszu Bułgarii było ceną, którą władca serbski musiał zapłacić swojemu sojusznikowi. Czas i okoliczności odzyskania Raszki przez Stefana i wyparcia Wukana do Zety nie są znane. Jest całkiem możliwe, że w walce o tron Stefan oparł się nie na Kałojanie, lecz na Kulinie albo na możnowładcach raszkańskich. Również data, kiedy to nastąpiło, jest kwestią otwartą. Ponieważ we wrześniu 1203 roku papież napisał do Kałojana list wzywający go do zawarcia pokoju z Wukanem, nie można wykluczyć, że Wukan był w tym czasie wciąż jeszcze władcą graniczącej z Bułgarią Raszki, a nie tylko położonej za Raszką Zety. Na początku 1204 roku papież napisał z kolei do króla Emeryka o zamierzonej koronacji Wukana. Ponieważ Wukan był już w tym czasie królem Zety, wydaje się, że list dotyczy koronacji Wukana na króla Raszki, co wskazywałoby, że w tym czasie wciąż jeszcze nią władał. Część uczonych przyjmuje więc, że Wukan utracił Raszkę dopiero pod koniec 1204 albo na początku 1205 roku. Zwolennicy wcześniejszego powrotu Stefana do władzy w Raszce przyjmują, że papież mógł, wysyłając obydwa listy, nie być świadomy zmian zaistniałych w Serbii.

### Schyłek panowania
Wukan powrócił do Zety, ale stosunki pomiędzy braćmi pozostały napięte aż do 1206/1207 roku, kiedy Sawa powrócił z góry Athos z ciałem ojca Stefana Nemanii i podjął się mediacji między swymi starszymi braćmi. Mediacja zakończyła się traktatem zawartym w kwietniu 1207 roku w Kotorze-Dubrowniku, w którym obydwaj władcy deklarowali zawarcie pokoju i uznanie wzajemnie swoich praw. Traktat przywracał stan sprzed 1202 roku.
Wydaje się, że Wukan jeszcze za swego życia przekazał władzę w ręce swego syna Jerzego, który w dokumencie z lipca 1208 roku wymieniany jest jako król , podczas gdy w inskrypcji z 1209 roku Wukan jest nazywany wielkim księciem. Ponieważ inskrypcja pochodzi ze Studenicy, gdzie przebywał Sawa, nie wiadomo, czy tytuł jest wyrazem rezygnacji Wukana z tytułu królewskiego na rzecz syna, czy raczej poglądów raszkańskich na status władcy Zety. Przyczyny abdykacji Wukana nie są znane. Być może przekazując władzę nad Zetą w ręce syna jeszcze za swego życia, chciał zabezpieczyć jego prawa do tronu.
Data śmierci Wukana nie jest znana, ale przypuszcza się, że zmarł w 1209 roku lub krótko potem. Uważa się, że pochowano go w Studenicy.

## Związki rodzinne

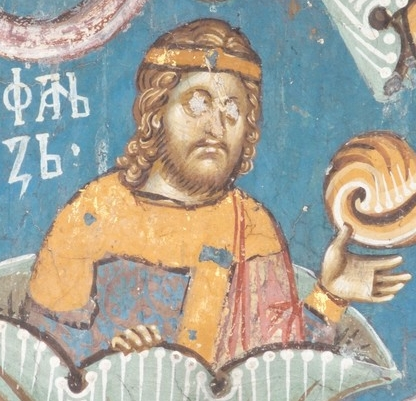
Fragment fresku z monasteru Visoki Dečani przedstawiający Stefana, syna Wukana

Imię żony Wukana jest nieznane. Zgodnie z jednym poglądem pochodziła z rodu de Segni , a wedle innego ze starej dynastii zeckiej. Wukan miał z nią czterech synów:
- Jerzy – był w latach 1208-1216 "królem" Zety, a w latach od ok. 1230 do ok. 1243 władał nią z ramienia władców Serbii
- Vladin – został wymieniony obok króla Jerzego w dokumencie mówiącym o uznaniu przez Zetę w 1208 roku zwierzchnictwa doży weneckiego Pietro Zianiego
- Stefan – wzniósł w latach 1251-1252 monaster Morača. Na pochodzącym z XVII wieku fresku z tego klasztoru jest nazwany królem.
- Dymitr – tytułowany "żupanem", wzniósł w 1281 roku kościół w Brodarevie nad Limem i niedługo potem został mnichem[4] .
- Rastko – jako mnich nosił imię Teodosije, pochowany w Studenicy[35].